# Woodmore
Woodmore és una concentració de població designada pel cens dels Estats Units a l'estat de Maryland. Segons el cens del 2000 tenia 6.077 habitants.

## Demografia
Segons el cens del 2000, Woodmore tenia 6.077 habitants, 1.977 habitatges, i 1.646 famílies. La densitat de població era de 194,2 habitants per km².
Dels 1.977 habitatges en un 45% hi vivien nens de menys de 18 anys, en un 68,1% hi vivien parelles casades, en un 11,4% dones solteres, i en un 16,7% no eren unitats familiars. En el 12,7% dels habitatges hi vivien persones soles l'1,2% de les quals corresponia a persones de 65 anys o més que vivien soles. El nombre mitjà de persones vivint en cada habitatge era de 3,07 i el nombre mitjà de persones que vivien en cada família era de 3,37.
Per edats la població es repartia de la següent manera: un 28,7% tenia menys de 18 anys, un 6,9% entre 18 i 24, un 29,9% entre 25 i 44, un 29,9% de 45 a 60 i un 4,6% 65 anys o més.
L'edat mediana era de 38 anys. Per cada 100 dones de 18 o més anys hi havia 86,9 homes.
La renda mediana per habitatge era de 97.270 $ i la renda mediana per família de 103.438 $. Els homes tenien una renda mediana de 65.638 $ mentre que les dones 55.324 $. La renda per capita de la població era de 37.734 $. Entorn del 2% de les famílies i el 3,5% de la població estaven per davall del llindar de pobresa.

## Poblacions més properes
El següent diagrama mostra les poblacions més properes.